# Nikola Rađen
Nikola Rađen (né le 29 janvier 1985 à Novi Sad) est un joueur de water-polo serbe, attaquant de l'Olympiakos du Pirée.